# Cantó de Belle-Île
El cantó de Belle-Île (bretó Kanton Ar Gerveur) és una divisió administrativa francesa situada al departament d'Ar Mor-Bihan a la regió de Bretanya.

## Composició
El cantó aplega 4 comunes:
| Nom francès | Nom bretó           | Població | km²   | Codi Postal | Codi INSEE |
| Bangor      | Bangor              | 738      | 25,54 | 56360       | 56009      |
| Le Palais   | Porzh-Lae           | 2.457    | 17,43 | 56360       | 56152      |
| Locmaria    | Lokmaria-ar-Gerveur | 705      | 20,55 | 56360       | 56114      |
| Sauzon      | Saozon              | 835      | 22,11 | 56360       | 56241      |
| Cantó       | Ar Gerveur          | 4.735    | 85,63 | -           | 5622       |

## Evolució demogràfica
| 1962  | 1968  | 1975  | 1982  | 1990  | 1999  |
| ----- | ----- | ----- | ----- | ----- | ----- |
| 4.647 | 4.412 | 4.328 | 4.191 | 4.489 | 4.735 |

## Història
| Data d'elecció                           | Identitat        | Partit        | Qualitat |
| ---------------------------------------- | ---------------- | ------------- | -------- |
| 1958-2001                                | Christian Bonnet | UDF           |          |
| 2001-                                    | Yves Brien       | Divers gauche |          |
| les dades anteriors no són pas conegudes |                  |               |          |
|                                          |                  |               |          |